# 赵慧琛
赵慧琛（1914年—1967年），女，四川宜宾人，中国话剧、电影演员，曾任北京电影制片厂编辑部副主任，中华全国戏剧工作者协会候补委员。